# Thala Rock
Der Thala Rock ist ein vom Meer überspülter Rifffelsen vor der Ingrid-Christensen-Küste des ostantarktischen Prinzessin-Elisabeth-Lands. Auf Höhe der Vestfoldberge liegt er 500 m vor dem westlichen Ende von Turner Island in einer Wassertiefe von etwa 2 m.
Das Forschungsschiff Thala Dan, das dem Felsen seinen Namen gab, lief hier am 16. Januar 1959 im Rahmen der Australian National Antarctic Research Expeditions bei der Fahrt zum Davis Anchorage auf.